# Джедхонсуефанх
Джедхонсуефанх (д/н — 1045 до н. е.) — давньоєгипетський політичний діяч, верховний жрець Амона у Фівах у 1046—1045 роках до н. е.

## Життєпис
Походив з роду Герігора. Син фараона Пінеджема I. У 1046 році до н. е. став наступником свого брата Масагарта на посаді Верховного жерця Амона під час великих потрясінь, що відбувалися в Фівах. Низка дослідників припускає, що Джедхонсуефанх помер насильницькою смертю. Це цілком може пояснити його нетривалу каденцію.
Все, що відомо про цю людину, зводиться до єдиного напису з його ім'ям на саркофазі його сина (нині загублений). Відповідно до задокументованих джерел, цей напис свідчив: «[..] ра, син Першого Пророка Амона, Джедхонсуефанха, сина Володаря Двох Земель, Пінеджема, Улюбленця Амона, Першого Пророка Амона», ім'я Пінеджем було поміщено у царський картуш.
З невідомих причин помер або загинув у 1045 році до н. е., після цього верховним жерцем Амона став Менхеперра.

## Родина
Дружиною Джедхонсуефанха, швидше за все, була Джедмутесанх — співачка Амона, яка була похована в гробниці MMA60 в Дейр-ель-Бахрі.